# ダッソー ファルコン 10

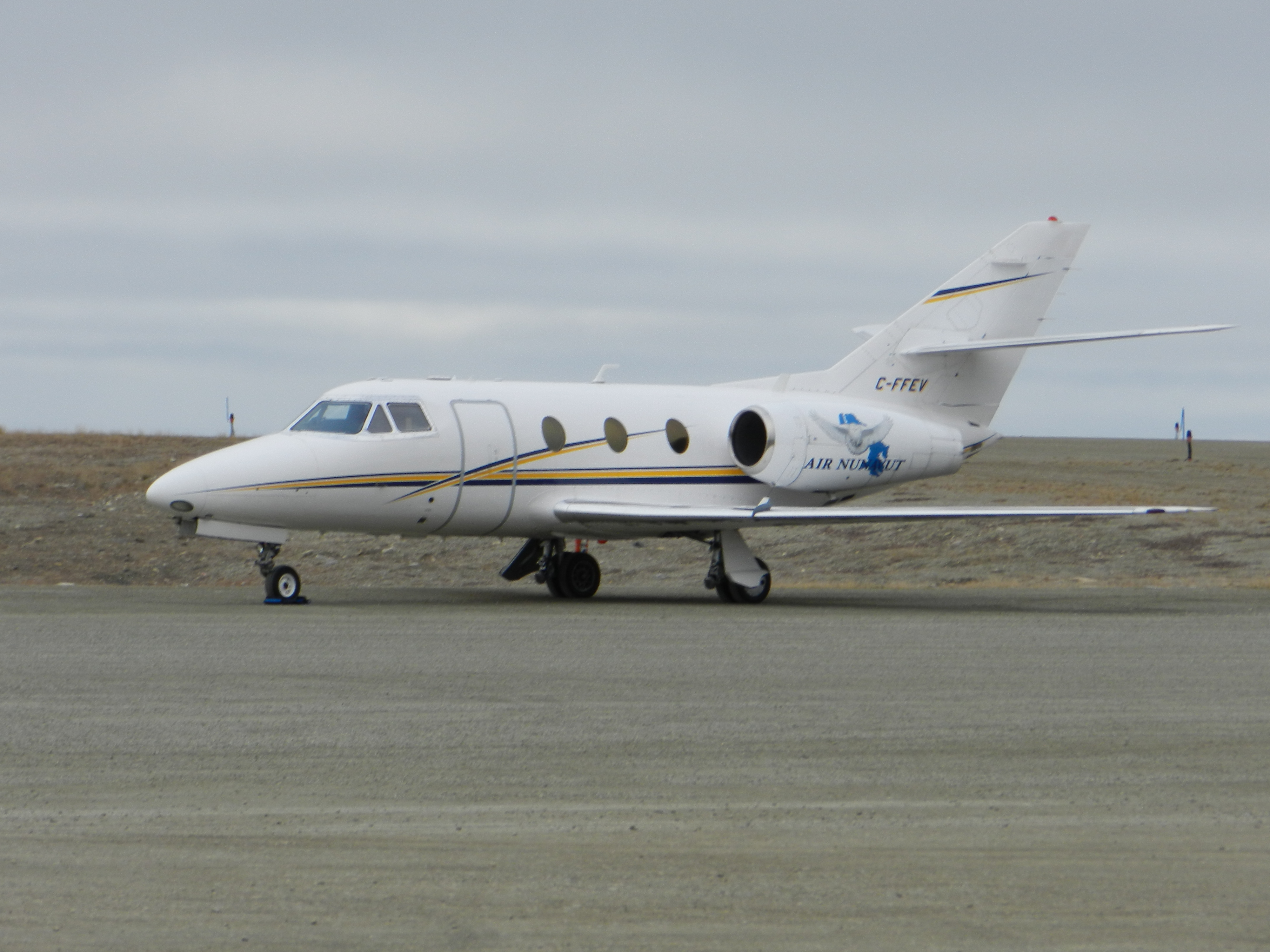
ファルコン 10

ダッソー ファルコン 10（Dassault Falcon 10）は、フランスのダッソー社が生産・販売していたビジネスジェット機。ダッソー ファルコンシリーズのうち、最も小型のものである。後期生産型はファルコン 100と呼称された。

## 概要
1969年開発開始、1970年初飛行。試作1号機が1972年に墜落事故を起こしたために、型式証明取得が1973年9月までずれ込むこととなった。
ダッソー社にとって初めてのビジネスジェット機であった前作のダッソー ファルコン 20は、その高性能と手ごろなサイズから非常に好評であった。ビジネスジェット市場は益々成熟してきており、ダッソー社はより小型のビジネスジェット機マーケットに進出することになった。
ファルコン 10の開発コンセプトは、ファルコン 20の高性能はそのままに更に小型化したジェット機というもの。前作のファルコン 20では同社のミステールIV戦闘機の空力データを主翼に流用していたが、ファルコン 10では全くの新設計となった。このクラス（最大離陸重量18,740lbs）としては最も本格的な構造を持ち、2段テーパー後退翼の後退角は28度、2重隙間フラップや前縁スラットをもつ。巡航形態での翼荷重（72.2lbs/sqft）は、同クラスのリアジェット35/36などと比べて高荷重であり、高速性能（高度39,000ftにおける最大速度487kt、標準巡航速度 454kt）を重視していたことが窺える。そして、この巡航性能と離着陸性能を両立させるために高度な高揚力装置を備える。水平尾翼は垂直尾翼の中ほどにつけられたスタビライザー式である。
エンジンは、ギャレット・エアリサーチ製TFE731-2（推力3,230lbs）2基であるが、離陸重量との対比では特に高推力という訳ではないので、主翼の効率で高速性能を出していたといえる。10年遅れて開発されたセスナ社製サイテーションIII（モデル650）が低翼面荷重（58.6lbs/sqft）でありながら、スーパークリティカル翼形で高速性能を実現したのと好対照である。
与圧キャビンは8.8psi（認められた最大巡航高度45,000ft）と、このクラスでは標準的なものであるが、キャビン断面は価格・性能的にライバルと目されるゲイツ社製リアジェット35/36などと比べてかなり余裕があり（幅1.46m、高さ1.50m、長さ4.5m）、通常7席が設けられる。
1977年には、エンジンをTFE731-2-1Cに換装したファルコン100が開発された。定格推力に変更はないが、改良による運用制限の緩和で片肺上昇性能（Better Climb Performance）が向上、最大離陸重量も増加した。与圧能力の向上（9.1psi）、アビオニクスを刷新（コリンズ社製 EFIS)、荷物室の拡張、胴体右側にキャビンウインドウを1個追加した。1991年まで生産が行われ、総生産数は226機。フランス海軍でも汎用機として使用された。

## 要目
- 全長：13.86m
- 全幅：13.08m
- 全高：4.61m
- 自重：4.8t
- エンジン：ギャレット TFE731-2 ターボファンエンジン
- 最大巡航速度：912km/h
- 航続距離：約3,500km
- 乗員：2名
- 乗客：最大8名